# گروه ای‌وی‌ان
گروه ای‌وی‌ان (به انگلیسی: EVN Group) شرکت برق اتریشی است، که در سال ۱۹۲۲ تأسیس شد و هم‌اکنون دارای بیش از ۳ میلیون مشترک در ۱۴ کشور جهان می‌باشد.
شرکت ای‌وی‌ان در زمینه تولید و توزیع برق، توزیع گاز طبیعی، تصفیه آب، مدیریت پسماند و عمده‌فروشی انرژی‌های تجدیدپذیر فعالیت می‌نماید. این شرکت، دومین اپراتور بزرگ برق در کشور اتریش است.
ای‌وی‌ان گروپ ۶۸٪ از برق موردنیازش را از طریق نیروگاه‌های گرمایی و نیروی برق‌آبی، ۳۲٪ از طریق نیروگاه‌های انرژی‌های تجدیدپذیر و نیروگاه‌های بادی تأمین می‌کند. همچنین این شرکت مالک نیروگاه هسته‌ای تسونتن‌دورف اتریش است.